# Alfieri Maserati
Alfieri Maserati, född 23 september 1887 i Voghera, död 3 mars 1932 i Bologna,  var en italiensk racerförare. Tillsammans med sina bröder grundade han biltillverkaren Maserati.
Alfieri Maserati arbetade för Isotta Fraschini och Bianchi före första världskriget och tävlade för dessa. Strax före krigsutbrottet startade han en mekanisk verkstad i Bologna. Efter kriget tävlade Maserati för Diatto, där han även arbetade som mekaniker.
Tillsammans med sina bröder byggde Maserati sin första egna tävlingsbil 1926, kallad Tipo 26, baserad på ett chassi från Diatto.